# Carlo Bosio
Carlo Bosio (Genova, 11 dicembre 1916 – acque di Malta, 26 luglio 1941) è stato un militare italiano.

## Biografia
Prestò servizio come ufficiale con il grado di sottotenente di vascello.  È stato un incursore pilota di barchino esplosivo della Xª flottiglia MAS nella Regia Marina durante la seconda guerra mondiale. È stato decorato con la medaglia d'oro al valor militare alla memoria per l'azione del 26 luglio 1941 contro il porto di La Valletta a Malta.
Entrò in Accademia Navale a Livorno come allievo nel 1935. Nel 1939 conseguì la nomina a guardiamarina, nel settembre 1940 la promozione a sottotenente di vascello e venne imbarcato sul MAS 451. Nell'ottobre dello stesso anno, entrò volontario nei mezzi d'assalto della Xª flottiglia MAS ed al termine del corso di addestramento effettuato presso il Centro subacquei di La Spezia, si trasferì presso la 2ª flottiglia mezzi d'assalto, dislocata ad Augusta per l'operazione Malta 2.
Nella notte tra il 25 e il 26 luglio 1941 partecipò all'audace tentativo di forzamento della base navale inglese di Malta come operatore di un barchino esplosivo.  Il suo mezzo venne immobilizzato dal preciso fuoco di sbarramento dell'avversario che lo aspettava in agguato e Bosio venne ferito gravemente. Per evitare che il barchino cadesse in mani nemiche provocava deliberatamente l'esplosione del suo mezzo, scomparendo con esso.

## Onorificenze
Scoperto e fatto segno a violentissima reazione da terra, dal mare e dal cielo, incurante della sua salvezza, insisteva nella generosa azione portandosi all'attacco di unità avversarie.
Immobilizzata l'imbarcazione dal fuoco avversario, benché gravemente ferito, in un supremo slancio di sublime, cosciente eroismo, provocava la distruzione del suo mezzo per non farlo cadere nelle mani del nemico, scomparendo egli stesso nell'esplosione.